# Raffaele Bastianelli
Raffaele Bastianelli (Roma, 26 dicembre 1863 – Roma, 1º settembre 1961) è stato un chirurgo e politico italiano.

## Biografia
Specializzato in oncologia, iniziò a lavorare all'Ospedale di San Giacomo degli Incurabili, dove rimase fino al 1888. In seguito, divenne primario dell'Ospedale della Consolazione e poi primario al Policlinico Umberto I complessivamente dal 1896 al 1927 e, in seguito, direttore scientifico dell'Istituto regina Elena dal 1931 al 1950.
Docente universitario e autore di saggi, fu presidente della Lega Italiana per la Lotta ai Tumori.
Fu senatore del Regno d'Italia dal 1929 al 1934. Era fratello minore del medico Giuseppe Bastianelli.
Morì all'età di 97 anni il 1º settembre 1961.